# Carrosserie Emmel
Carrosserie Emmel war ein belgischer Hersteller von Automobilen.

## Unternehmensgeschichte
Das Unternehmen hatte seinen Sitz an der Rue du Bois in Brüssel; der Leiter hieß van de Waele. Zwischen 1925 und 1926 stellte es Automobile her. Der Markenname lautete Emmel.

## Fahrzeuge
Die Fahrzeuge basierten auf dem Ford Modell T. Das Fahrgestell wurde tiefergelegt, der Motor erhielt einen anderen Zylinderkopf sowie Batteriezündung und die Karosserien wurden verändert. Die Limousinen erreichten eine Höchstgeschwindigkeit von über 80 km/h. Der Verkaufspreis betrug 18.325 Belgische Franken für offene Fahrzeuge und 23.525 Belgische Franken für Limousinen.